# Іржик Юрій Іванович
Юрій Іванович Іржик (22 квітня 1988, с. Заводське, Чортківський район, Тернопільська область, Українська РСР —  23 травня 2016, Павлопіль, Волноваський район, Донецька область, Україна) — молодший сержант Збройних сил України, учасник війни на сході України (21-й окремий мотопіхотний батальйон, 56-та окрема мотопіхотна бригада), псевдо «Йожик».
Загинув під час мінометного обстрілу Павлопіль (Волноваський район, Донецька область). Разом загинув побратим Віталій Крутофіст.
Похований у смт. Каланчак, Херсонська область.
. По смерті лишились мати, батько та старша сестра Наталя.

## Нагороди
Указом Президента України № 23/2017 від 3 лютого 2017 року «за особисту мужність, виявлену у захисті державного суверенітету та територіальної цілісності України, самовіддане виконання військового обов’язку» нагороджений орденом «За мужність» III ступеня (посмертно).